# Нежить и неудача
«Нежить и неудача» (яп. アンデッドアンラック Андэддо Анракку, Undead Unluck) — манга, написанная и проиллюстрированная Ёсифуми Тодзукой. Публиковалась с января 2020 года по январь 2025 в журнале Weekly Shōnen Jump издательства Shueisha с января 2020 года и издана в двадцати пяти танкобонах. Премьера аниме-адаптации, производством которой занялись студии David Production и TMS Entertainment, транслировалась с октября 2023 по март 2024 года.

## Сюжет
Человек — существо социальное, ему требуется взаимодействие с окружающими не только посредством диалога, но и тактильного контакта. Увы, но Фуко Идзумо лишена этого удовольствия из-за своей «особенности» приносить неудачу через прикосновение. По этой причине на долю девушки выпало немало горя, и единственным выходом из этой ситуации для неё была смерть.
Но стоя на мосту в ожидании поезда, её билета на тот свет, Фуко встретила странного парня, который попытался помешать ей, но сам свалился под поезд. Разделённый на несколько частей, чудак оказался живее всех живых! А затем, мгновенно собравшись воедино, парень заявил, что его так просто не убить, ведь он не обычный человек, а нежить!
С этого момента Фуко и чудаковатого парня, которого девушка назвала Энди, ожидает масса приключений: знакомство с интересными людьми, преодоление собственных недостатков и противостояние таинственной организации, у которой уже есть планы на неординарную парочку. А главное — друг в друге они обретут друга, в котором оба так нуждались.

## Медиа

### Манга
«Нежить и неудача» написана и проиллюстрированна Ёсифуми Тодзукой. Ваншот под названием Undead+Unluck был впервые опубликован в журнале Weekly Shonen Jump издательства Shueisha 28 января 2019 года. Выпуск манги начался в восьмом выпуске журнала Weekly Shonen Jump 20 января 2020 года, закончился — в девятом выпуске того же журнала 27 января 2025 года. Всего издательством Shueisha к апрелю 2025 года планируется выпустить двадцать семь томов-танкобонов манги. Первый том был выпущен 3 апреля 2020 года.
Манга публиковалась онлайн в сервисе Manga Plus, также принадлежащем Shueisha, и на английском языке на веб-сайте Shonen Jump компании Viz Media.

### Ранобэ
В январе 2022 года состоялся анонс ранобэ-адаптации, на страницах которой описана повседневность Союза, а также короткие истории, которые не попали в мангу. В ранобэ также войдут рассказы «Воспоминания Джины» и «Проникновение Шена в академию». Тодзука курирует ранобэ, а также отвечает за иллюстрации.
Релиз состоялся 3 февраля 2023 года.

### Аниме
В августе 2022 было объявлено, что манга получит аниме-адаптацию в формате телесериала. За производство и планирование отвечает TMS Entertainment, за анимацию — David Production. Режиссёром аниме стал Юки Ясэ, дизайном персонажей занимается Хидэюки Мориока. Музыка написана Кэнъитиро Суэхиро. Премьера 24-серийного аниме прошла с октября 2023 года по март 2024-го и получила часовой специальный эпизод зимой 2025 года.

## Приём
По состоянию на январь 2023 года тираж манги составляет 1,8 млн копий.
В 2020 году «Нежить и неудача» выиграла 6-ю премию Next Manga Award 2020, заняв первое место среди 50 номинантов с 31 685 голосами.
Манга заняла 14-е место в списке лучшей манги 2021 года для читателей-мужчин каталога Kono Manga ga Sugoi!.
Манга также заняла 6-е место в рейтинге комиксов, рекомендованных сотрудниками общенациональных книжных магазинов в 2021 году, на веб-сайте Honya Club.